# タールファング
タールファング (独: Thalfang) はドイツ連邦共和国 ラインラント＝プファルツ州ベルンカステル＝ヴィットリヒ郡にある町村。タールファング ・アム・エルベスコップフ連合自治体 (独: Verbandsgemeinde Thalfang am Erbeskopff) の行政庁所在地となっている。

## 地理

### 位置
フンスリュック丘陵の西部のフンスリュック高原道路沿い、エルベスコップフの北西約7km、ヴィットリヒの南東約25km、トリーアの東約25kmに位置する。